# Серебрякова, Татьяна Ивановна
Татья́на Ива́новна Серебряко́ва (1922—1986) — советский ботаник-морфолог, доктор биологических наук (1967); профессор (1967).
Вместе с мужем И. Г. Серебряковым основали биоморфологическое направление и изучения ритмологии растений.

## Биография
Родилась 22 июня 1922 года в Москве (девичья фамилия Запорина).
В 1944 году окончила биологический факультет МГУ.
В 1941—1948 годах работала в Ботаническом саду МГУ, уволена по обвинению в «морганизме-вейсманизме».
Редактор в Учпедгизе (1949—1952).
С 1952 году научный сотрудник и преподаватель на кафедре ботаники Биолого-химического факультета МГПИ им. В. И. Ленина. Читала курсы лекций по анатомии и морфологии растений и спецкурсы «Избранные главы морфологии растений», «Методология составления вузовских учебников». Заведующая кафедрой ботаники Биолого-химического факультета МГПИ (1974—1986). Под руководством Серебряковой было защищено не менее 30 диссертаций.
С 1956 по 1969 год ухаживала за тяжело больным (частично парализованным) мужем И. Г. Серебряковым, готовила к публикации его научные труды.
Скончалась 30 ноября 1986 года, похоронена на Химкинском кладбище (участок № 21).

## Награды и премии
- 1945 — Медаль «За доблестный труд в Великой Отечественной войне 1941—1945 гг.»
- 1975 — Юбилейная медаль «Тридцать лет Победы в Великой Отечественной войне 1941—1945 гг.»
- 1985 — Юбилейная медаль «Сорок лет Победы в Великой Отечественной войне 1941—1945 гг.»
- Отличник народного просвещения РСФСР